# Scopula anisopleura
Scopula anisopleura là một loài bướm đêm trong họ Geometridae.